# Ice-Rafted Debris

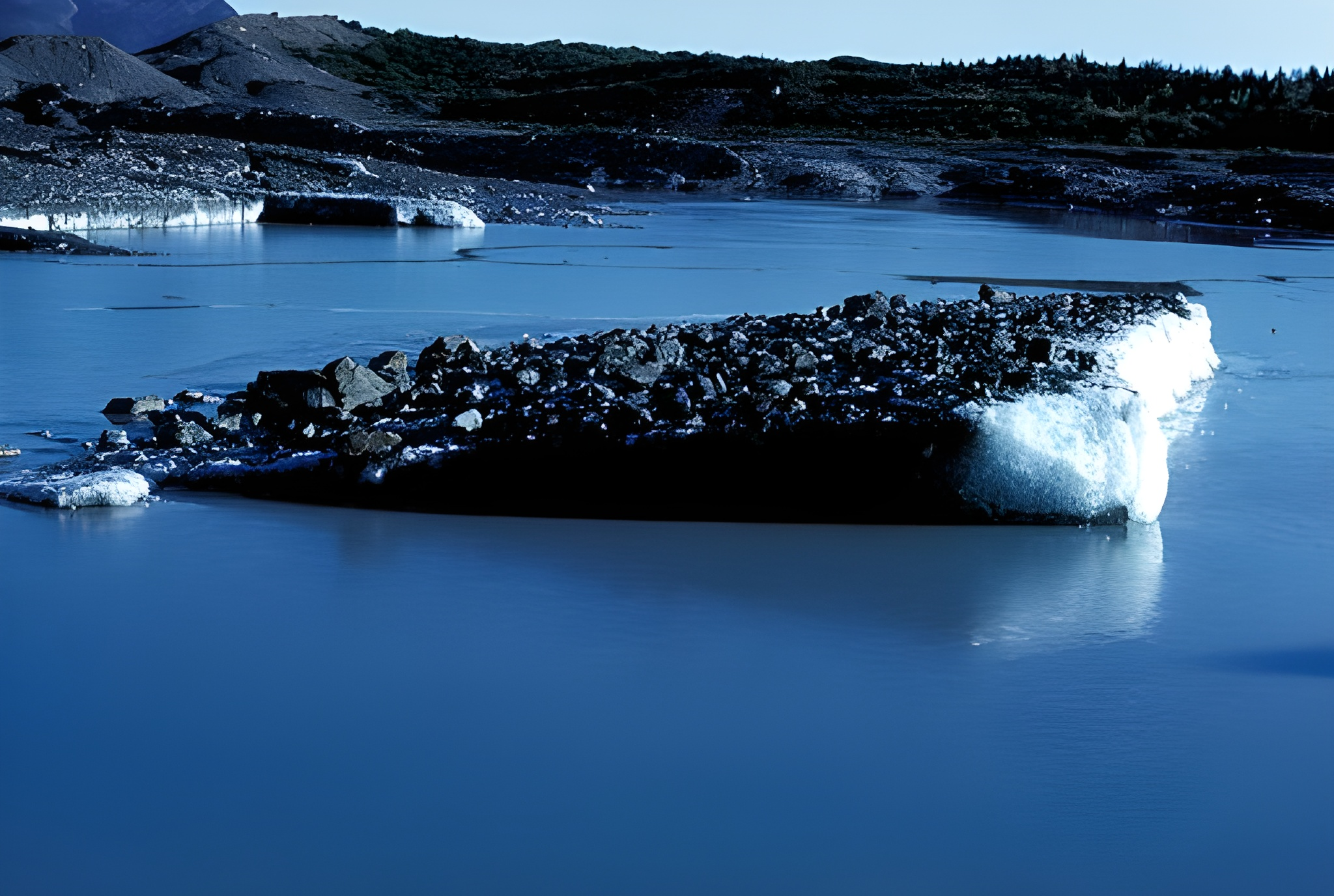
Mit Trümmern bedecktes Eis am Ende des Sheridan-Gletschers in Alaska

Ice-Rafted Debris (englisch ice rafted debris oder ice rafted deposit, kurz IRD) ist ein rein genetischer Begriff für Sedimente, die durch Treibeis transportiert und anschließend in einen Wasserkörper freigesetzt wurden. Eine deutsche Übersetzung lautet "Eisgetragene Trümmer" oder "Eisgetragene Ablagerung". Obwohl IRD zum Großteil durch den Transport über Eisberge und Gletscher in marinen Gebieten entsteht (beispielsweise Heinrich-Lagen), schließt der Begriff grundsätzlich jede Art von Eistransport in Gewässern ein, so kann sich IRD auch durch den Transport mithilfe von Eis innerhalb von Flüssen und Seen bilden.

## Entstehung und Verbreitung

### Gletscher und Eisschilde
Gletscher und Eisschilde sind die dominierende Quelle für IRD. Die Eiskörper und alle darin enthaltenen Trümmer driften unter der Wirkung von Meeresströmungen und in geringerem Maße durch Wind, teilweise können sie sich dabei bis zu mehreren tausend Kilometern von ihrer Gletscherquelle entfernen, bevor sie vollständig schmelzen. Da Gletschereis Material aller Korngrößen erodieren und transportieren kann, weist diese Form von IRD eine heterogene Korngrößenverteilung auf und reicht von feinen Tonen und Schluffen bis hin zu großen Felsbrocken.

### Meereis
Meereis bildet sich im Winter, wenn die Meeresoberfläche gefriert. Es bildet ebenfalls eine Möglichkeit zum Langstreckentransport von Sedimenten über den Ozean, obwohl seine Ladung typischerweise aus feinkörnigem Material mit eher wenigen großen Klasten besteht. Aufgrund seiner Dicke von wenigen Metern wird seine Drift hauptsächlich durch den Wind gesteuert. Die Sedimente können eingetragen werden, indem feine Sedimente bei Stürmen in die gefrorene Meeresoberfläche eingelagert werden oder dadurch, dass Sand und gröbere Klasten in seichten Wässern durch Eiskontakt mit dem Meeresboden mitgerissen oder durch unterkühltes Wasser am Meeresboden miteingefroren und so mitgeführt werden. Darüber hinaus können die Sedimente durch Windeinwirkung oder durch die Sedimentfracht von Flüssen auch auf küstennahes Meereis eingetragen und während der Frühjahrsschmelze eingeschlossen werden.

## Freisetzung

### Gletscher und Eisschilde
Die Eiskörper schmelzen und zersplittern während ihrer Drifts. Dabei hängt die Geschwindigkeit, mit der das eingeschlossene Sediment freigesetzt wird, von der Temperatur des Wassers sowie der Größe und Geschwindigkeit der Eiskörper ab. Gröberes Material sinkt direkt auf den Meeresboden, während Schlicke und Tone eine Verweilzeit in der Wassersäule haben, die von der Partikelgröße, der Oberflächenrauheit und der Wasserviskosität abhängt. Die Materialien, die in über der Wasseroberfläche liegenden Teilen eines Eiskörpers ausschmelzen, können sich auf der Oberfläche ansammeln, um zeitgleich abgelagert zu werden, wenn der Eisberg zersplittert oder umkippt.

### Meereis
Meereis schmilzt von seiner Basis, wenn es in wärmere Gewässer driftet, und an seiner Oberfläche aufgrund der erhöhten Strahlungsenergie im Sommer. Auf diese Weise werden überwiegend feinkörnige Sedimente freigesetzt, im Gegensatz zur Abgabe von Material heterogener Körnung aus Eisbergen.

## Sedimentologie
Tiefseesedimente sind normalerweise sehr feinkörnige Sedimente, die in einer Umgebung mit niedriger Dynamik abgelagert werden. Treibendes Eis, hauptsächlich in Form von Eisbergen, ist der einzige Mechanismus, durch den erhebliche Mengen an sehr grobkörnigem Schutt in solche Umgebungen befördert werden können. Einzelne Kieselsteine (Dropstones) in feinkörnigem Schlamm sind ein klarer Indikator für solche IRD-Ablagerungen. Oft weisen die ausgeschmolzenen Klasten durch Gletscher gestreifte und facettierte Oberflächen auf.